# Битва при Лютеции
Битва при Лютеции — сражение между  римскими войсками под командованием Тита Лабиена и галльскими племенами под командованием Камулогена, произошедшее в 52 году до н. э. около города Лютеции.

## Предыстория
Во время кампании 52 года до н. э. Цезарь разделил свою армию на две части. Одну часть (6 легионов) он сам повёл на арвернов, а другую (4 легиона) под командованием Тита Лабиена отправил против сенонов и паризиев.
Тит Лабиен, оставив в Агединке прибывшие из Италии пополнения, с 4 легионами двинулся к городу паризиев Лютеции, который лежал на одном из островов Секваны. Командующим войсками Лютеции был выбран аулерк Камулоген. Лабиену не удалось переправиться на остров, поэтому он решил достичь Метиоседа — города сенонов, также расположенного на острове Секваны. Здесь он захватил около 50 кораблей, с помощью которых переправился на остров, и без сопротивления взял город. Восстановив мост, разрушенный галлами, Лабиен перевёл войско на другой берег и пошёл на Лютецию. Узнав об этом, галлы сожгли Лютецию и разрушили мосты. Своё войско они расположили против лагеря Лабиена. 
В это же время пришли новости об отступлении Цезаря от Герговии и восстании эдуев. Узнав об этом, восстали и белловаки. Таким образом, с одной стороны Лабиену угрожали белловаки, а с другой — Камулоген. К тому же его легионы были отрезаны большой рекой от резервного отряда. Единственным выходом оставался отход к Агединку для соединения с Цезарем.
Чтобы переправить войска через реку без потерь и ввести врага в заблуждение, Лабиен отправил суда, захваченные в Метиоседе, к месту в 6 км вверх по реке, а войска разделил на три части. 5 когорт он оставил в лагере, 5 остальных из того же легиона с обозом отправил вверх по реке, а сам с 3 легионами под покровом ночи переправился на судах. К рассвету все войска римлян были переправлены.
Галлы, узнав, что римляне переправляют войска в 3 местах, также разделили свои силы на 3 части. Это было оправдано, так как они не знали, где основные силы римлян. Один отряд они отправили против лагеря римлян, другой против тех, кто ушёл вверх по реке, а остальные силы выставили против Лабиена. На рассвете они выстроили свои войска в боевой порядок против сил римлян.

## Ход битвы
После того, как Тит Лабиен дал сигнал к атаке, римляне пошли в бой. На правом фланге римлян VII легион опрокинул галлов и обратил их в бегство. На левом фланге XII легион смял первые ряды галлов ударами копий, но остальные оказывали упорное сопротивление. Когда военные трибуны VII легиона узнали, что происходит на левом фланге, они обошли силы галлов и ударили с тыла. В результате большинство галлов было перебито, в том числе и Камулоген.
Та часть галлов, которая была отправлена против лагеря римлян, узнав о начале битвы, пришла на помощь своим. Однако, не выдержав натиска римлян, галлы обратились в бегство. Большинство из них было перебито римской конницей.

## Последствия
Лабиен со своим войском вернулся в Агединк. Через 3 дня после этого он со всеми силами прибыл к Цезарю.